# Asactopholis capucinus
Asactopholis capucinus är en skalbaggsart som beskrevs av Leon Fairmaire 1893. Asactopholis capucinus ingår i släktet Asactopholis och familjen Melolonthidae. Inga underarter finns listade.